# Nekrogoblikon
Nekrogoblikon — американская мелодик-дэт-метал группа из Лос-Анджелеса, Калифорния. Группа была образована в 2006 году Тимом Ляховецким и Ники Калонном. Группа выпустила пять полноформатных альбома: Goblin Island, Stench, Heavy Meta, Welcome to Bonkers и The Fundamental Slimes and Humours, а также один мини-альбом Power. Творчество группы посвящено гоблинам.

## История

### Образование иGoblin Island(2006—2010)
Nekrogoblikon был основан в 2006 году Ники Калонном и Тимом Ляховецким в Пало-Альто, штат Калифорния. В подвале Ляховецкого они вдвоем записали первый альбом Goblin Island. По его возвращении в школу при Калифорнийском университете в Санта-Барбаре, Ляховецкий нашёл Эшли Каррачино, Алекса Дадди, Спенсера Барца, Алекса Алерезу и Остина Никеля, которые составили остальную часть группы. Коллектив отыграл одиннадцать концертов, прежде чем Барц переехал в Японию и его заменил Эдди Трейджер.

### Stench(2011—2012)
19 июля 2011 года группа выпустила второй альбом Stench. Он получил положительную оценку в музыкальном блоге Los Angeles Times «Pop and Hiss», который похвалил его техническое мастерство и написание песен, а также оценил включение электронных элементов, как работающее «на удивление хорошо». MetalSucks также похвалил альбом присвоив ему рейтинг 4.5/5, охарактеризовав его как более профессиональный, чем Goblin Island, и дополняющий его техническую составляющую. Blistering дал альбому оценку 9/10, назвав его «веселым и интересным».
В сентябре 2012 года группа выпустила видеоклип на песню «No One Survives», поставленный Брэндоном Дермером. Клип рассказывает про гоблина (которого играет Дэйв Рисполи), который пытается, но безуспешно, завоевать расположение коллеги (Кайден Кросс). Видео стало вирусным и было просмотрено более 1,5 миллионов раз за первые 3 месяца.

### Power(2013)

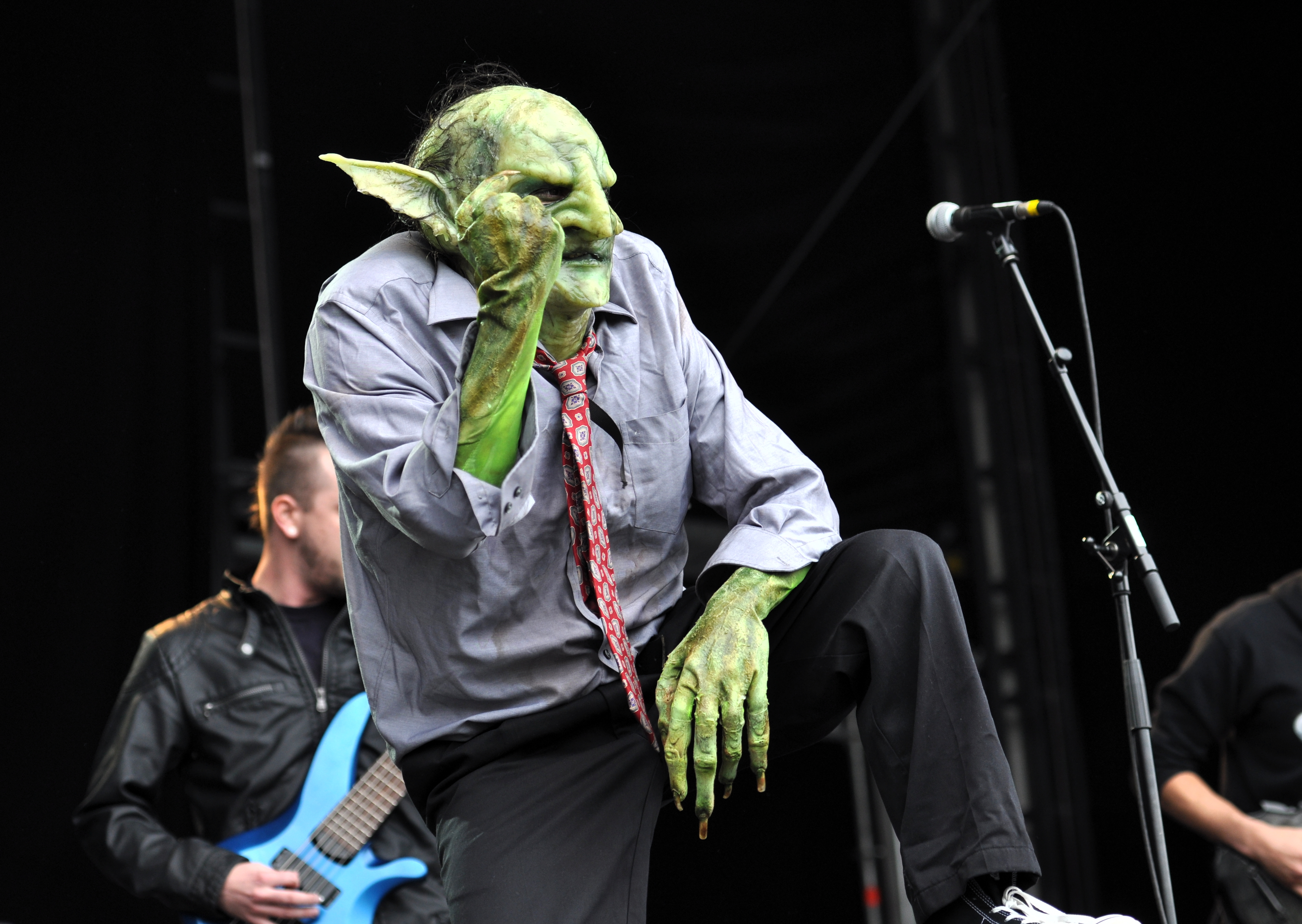
Дэйв Рисполи в роли Джона Гобликона во время выступления на Rock am Ring с Nekrogoblikon в 2013

В июне 2013 года Nekrogoblikon отправились в европейский тур, чтобы выступить на нескольких мероприятиях и фестивалях, включая фестиваль Download в Англии и Rock am Ring в Германии.
В августе 2013 года Nekrogoblikon выпустили мини-альбом под названием Power, спродюсированный Nekrogoblikon и сведенный Мэттом Хайдом. Альбом получил оценку 2/5 в рецензий от MetalSucks, которые раскритиковали написание песен и описали группу как «хромую шутку». Sputnikmusic поставил альбому 3,5 из 5, назвав альбом «нелепым» и похвалив инструментальную и техническую части, но раскритиковав вокал и общую несвязность.
В 2014 году Nekrogoblikon выступил на Kerrang! Tour, вместе с Limp Bizkit, Crossfaith и HECK (тогда выступавшие под названием Baby Godzilla).

### Heavy Meta(2014—2015)
В январе 2014 года Nekrogoblikon объявили в своём Instagram-аккаунте, что они работают над новым релизом.
9 марта 2015 года на своём YouTube-канале группа выпустила первый трек из грядущего альбома, «Full Body Xplosion». Они также анонсировали в Facebook, что альбом Heavy Meta будет выпущен на Mystery Box, собственном лейбле группы.
2 июня 2015 года альбом был выпущен. Heavy Meta — концептуальный альбом, состоящий из 10 песен, которые рассказывают историю бессмертной расы гоблинов, ищущих способ окончательно умереть. Metal Injection похвалил альбом, сказав: «Heavy Meta — лучший альбом, который Nekrogoblikon выпустил за всю свою карьеру».

### Welcome to Bonkers(2018)
Nekrogoblikon выпустили свой пятый альбом Welcome to Bonkers 13 апреля 2018 года.
На фотографиях в Instagram за апрель 2019 года видно, как участники работают над новой музыкой, предположительно для шестого (еще не подтвержденного) альбома Nekrogoblikon в Audiohammer Studios во Флориде.

### Chop Suey!(2020)
Nekrogoblikon выпустили кавер-версию на песню System of a Down «Chop Suey!» 3 июля 2020 года. Трек демонстрирует мастерство группы в их способности сочетать метал и электронику.

### The Fundamental Slimes and Humours(2022)
7 июля 2021 года Ники и Алекс появились в подкасте The Vanflip и раскрыли название своего шестого альбома как The Fundamental Slimes and Humours.
12 ноября Nekrogoblikon выпустили первый сингл и видеоклип из своего нового альбома под названием Right Now, названный в честь ток-шоу, которое вел их «хайп-гоблин» Джон Гобликон.
5 января 2022 года Nekrogoblikon выпустил второй сингл и видеоклип под названием «This Is It» из грядущего альбома The Fundamental Slimes and Humours, снова снятый творческим провидцем Брэндоном Дермером.
1 апреля 2022 года Nekrogoblikon выпустили свой шестой студийный альбом The Fundamental Slimes and Humours.

## Состав

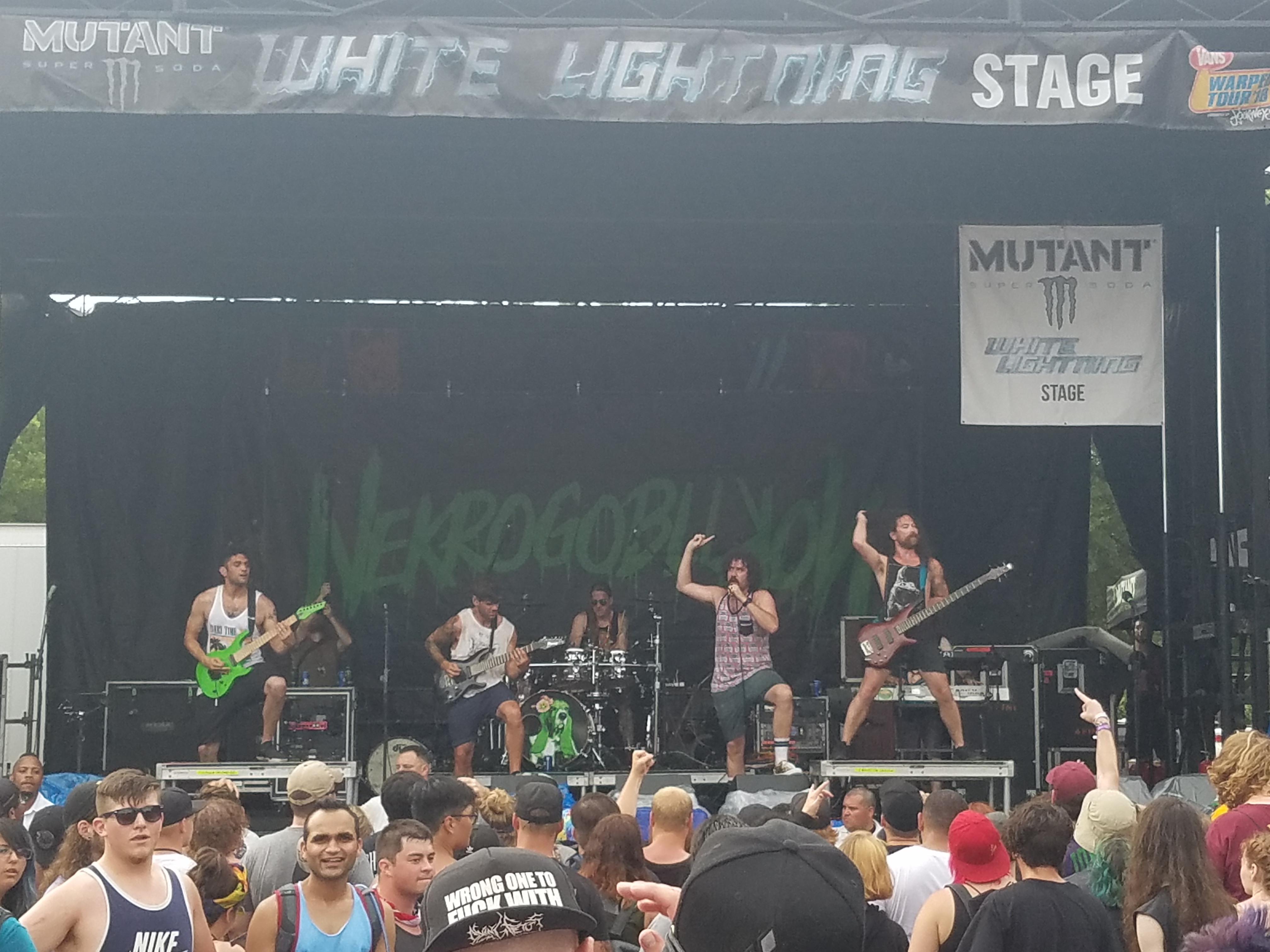
Nekrogoblikon в 2018

### Текущий состав
- Дикки Аллен — вокал (с 2023 — настоящее время)
- Алекс «Goldberg» Алереза — гитары, бэк-вокал (2007 — настоящее время)
- Аарон «Raptor» Миних — клавишные, бэк-вокал (2011 — настоящее время)
- Аарон «Zoot» ВанЗютфен — бас-гитара, бэк-вокал (2015 — настоящее время)
- Эрик В. Браун — ударные (2016 — настоящее время)
- Джо «Diamond» Нельсон — гитары (2013—2015, 2018 — настоящее время)

### Бывшие участники
- Ники «Scorpion» Калонн — вокал, клавишные, секвенсор, программирование (2006 — 2023)
- Эдди Трейджер — ударные, перкуссия, ксилофон, глокеншпиль, маримба (2011—2016)
- Брэндон «Fingers» Френзель — бас-гитара (2011—2015)
- Тим «Timbus» Ляховецкий — гитары, бэк-вокал, ударные (2006—2013)
- Энтони ДеЛоренци — клавишные (2010—2011)
- Алекс Дадди — ударные, бэк-вокал (2007—2011)
- Остин Никель — бас-гитара (2007—2011)
- Эшли Каррачино — клавишные (2007—2010)
- Спенсер Барц — ударные (2007)
- Джейсон Кэй — гитары (2007)

## Дискография

### Студийные альбомы
- Goblin Island (2007)
- Stench (2011)
- Power (2013) — EP
- Heavy Meta (2015)
- Welcome to Bonkers (2018)
- The Fundamental Slimes and Humours (2022)

### Видеоклипы
| Год  | Песня                | Режиссёр       |
| ---- | -------------------- | -------------- |
| 2012 | «No One Survives»    | Брэндон Дермер |
| 2013 | «Powercore»          | Брэндон Дермер |
| 2015 | «We Need a Gimmick»  | Брэндон Дермер |
| 2016 | «Nekrogoblikon»      | Рэнди Эдвардс  |
| 2018 | «Dressed as Goblins» | Брендон Смолл  |